# Берд (остров, Южная Георгия)
Бёрд — небольшой остров у западного побережья Южной Георгии в южной части Атлантическокого океана. Входит в состав островных территорий Южной Георгии и Южных Сандвичевых островов, которые имеют статус заморских территорий Великобритании, принадлежность которых оспаривает Аргентина.
Остров занимает площадь всего 3,4 км², был обнаружен 14 января 1775 года британской экспедицией под руководством Джеймса Кука, который дал ему название Bird Island, что в переводе с английского языка означает «остров птиц», из-за большого количества птиц, увиденных на острове. Вершина острова — Пик Роше, был назван в честь англичанина Де ла Роше, который открыл Южную Георгию в 1675 году.
В конце XIX века на острове побывали охотники на тюленей. Рядом с пресноводным пляжем (Freshwater Beach), ниже пещеры Скалы (Cave Crag), в 2010 году в пещере зверобоев (Sealer’s Cave) были замечены следы охотников.
В 1957—1964 годах необитаемый остров антарктическим летом посещали орнитологи. 24 ноября 1958 года правительство Фолклендских островов построило постоянно действующую хижину, которую позже назвали Боннер-Хютте (Bonner-Hütte). Программа научных исследований в Антарктике Соединенных Штатов (USARP) возвела в декабре 1962 года два жилых строения на востоке от бухты Иордан (Jordan Cove) на южном побережье, из которых впоследствии появилась исследовательская станция Берд-Айленд (Bird Island) Британской антарктической службы (BAS). Постоянно занятая исследовательская станция была эвакуирована только в 1982 году во время Фолклендской войны. Южной зимой на станции работают обычно четыре исследователя, летом до десяти . Там, помимо прочего, оценивается развитие популяций многочисленных местных морских птиц и тюленей. Дальнейшее расширение произошло в 1981, 1995/96 и 2005 годах. В январе 2006 года остатки снесённых построек и накопленный мусор был собран и вывезен.
На острове в 2010 году было десять хижин и приютов для наблюдения за тюленями и морскими птицами.
В настоящее время остров является участком особого научного значения, поэтому высадка на него без разрешения запрещена.
Остров является домом для:
- 65 000 кергеленских морских котиков (примерно один на каждые 6 м² острова)
- 50 000 золотоволосых пингвинов
- 15 000 пар чернобровых альбатросов
- 12 000 пар сероголовых альбатросов
- 1000 пар странствующих альбатросов
- 500 пар южных гигантских буревестников (10 % от общей численности популяции Южной Георгии)

В отличие от главного острова Южной Георгии, на острове Берд нет крыс.